# Роберт Вагнер
Роберт Вагнер (англ. Robert Wagner; нар. 10 лютого 1930) — американський актор.

## Біографія
Роберт Вагнер народився 10 лютого 1930 року в Детройті, штат Мічиган. Батько Роберт Джон Вагнер — старший комівояжер, працював у Ford Motor Company, мати Тельма Газель Альвера — телефонний оператор. У віці семи років разом зі своєю сім'єю він переїхав у Лос-Анджелес. У 1949 році закінчив середню школу в Санта-Моніці.

## Кар'єра
З 1950 року почав зніматися у фільмах. Прославився в 1952 році, знявшись у двохвилинному епізоді у фільмі «З піснею в серці», після якого він отримував від прихильниць по п'ять тисяч листів на тиждень. Завдяки цій невеликій ролі було укладено вигідний контракт з компанією «20th Century Fox». Найбільший успіх Вагнер отримав зігравши роль у популярному серіалі «Подружжя Гарт» (1979—1984).

## Особисте життя
У 1957 році Роберт одружився з акторкою Наталі Вуд, через чотири роки вони розлучилися. З 21 липня 1963 по 26 квітня 1971 рік був одружений з Маріон Маршалл. У 1972 році Наталі Вуд повернулася до Роберта, аж до своєї смерті в 1981 році. У 26 травня 1990 року Вагнер уклав шлюб з акторкою Джилл Сент-Джон.
У Роберта Вагнера є дві дочки: Кеті (1964), від Маріон Маршалл та Кортні (1974), від Наталі Вуд.

## Фільмографія
| Рік       |    | Українська назва                         | Оригінальна назва                           | Роль                    |
| --------- | -- | ---------------------------------------- | ------------------------------------------- | ----------------------- |
| 1956      | ф  | Гора                                     | The Mountain                                | Крістофер «Кріс» Теллер |
| 1974      | ф  | Пекло в піднебессі                       | The Towering Inferno                        | Ден Бігелоу             |
| 1987      | тф | Любов серед злодіїв                      | Love Among Thieves                          | Майк Чамберс            |
| 1989      | тф | Навколо світу за 80 днів                 | Around the World in 80 Days                 | Альфред Беннетт         |
| 1992      | тф | Коштовності                              | Jewels                                      | Чарльз Девенпорт        |
| 1997      | ф  | Остін Паверс: Міжнародна людина-загадка  | Austin Powers: International Man of Mystery | Номер 2                 |
| 1998      | ф  | Дикі штучки                              | Wild Things                                 | Том Бакстер             |
| 1999      | ф  | Остін Паверс: Шпигун, який мене спокусив | Austin Powers: The Spy Who Shagged Me       | Номер 2                 |
| 1999      | ф  | Бий в кістку                             | Play It to the Bone                         | Хенк Гуді               |
| 2002      | ф  | Остін Паверс: Ґолдмембер                 | Austin Powers in Goldmember                 | Номер 2                 |
| 2003      | ф  | Голлівудські копи                        | Hollywood Homicide                          | у ролі самого себе      |
| 2004      | ф  | Молодий батько                           | El padrino                                  | Пол Фіш                 |
| 2005      | тф | Категорія 7: Кінець світу                | Category 7: The End of the World            | сенатор Раян Карр       |
| 2006      | ф  | Крик сови                                | Hoot                                        | мер Гранді              |
| 2007—2008 | с  | Два з половиною чоловіки                 | Two and a Half Men                          | Тедді Леопольд          |
| 2017      | ф  | Сім сестер                               | What Happened to Monday?                    | Чарльз Беннінг          |